# J. Brennan Smith
J. Brennan Smith (* 15. März 1970; † 8. Februar 2007 in Los Angeles) war ein US-amerikanischer Schauspieler.

## Leben
Im Alter von sieben Jahren begann Smith seine Schauspielkarriere in der US-Serie The Clifwood Avenue Kids. 1979 bekam Smith dann die Rolle des Mike Engelberg in der TV-Serie "Die Bären sind los". Mit neun Jahren war er bereits ungewöhnlich groß gewachsen und von kräftiger Statur, was ihn für diese Rolle prädestinierte. Die Serie wurde international bekannt.
Es folgten zahlreiche weitere Auftritte in amerikanischen TV-Produktionen, wie z. B. Unsere kleine Farm oder Adams House. Eine Hauptrolle, vergleichsweise wie mit der des Mike Engelberg, blieb Smith allerdings verwehrt. Erst gegen Ende der 1990er Jahre wurde er wieder für einige Gastauftritte in Fernsehproduktionen verpflichtet.
Brennan Smith arbeitete später als Produktionsassistent.

## Weblink
- J. Brennan Smith bei IMDb

| Personendaten    | Personendaten                  |
| ---------------- | ------------------------------ |
| NAME             | Smith, J. Brennan              |
| KURZBESCHREIBUNG | US-amerikanischer Schauspieler |
| GEBURTSDATUM     | 15. März 1970                  |
| STERBEDATUM      | 8. Februar 2007                |
| STERBEORT        | Los Angeles                    |